# Arsenio de Yugoslavia
Arsenio Karađorđević, príncipe de Yugoslavia (llamado Арсен Карађорђевић (en Serbo-croata); Timișoara, Rumania, 16 de abril de 1859 - París, Francia, 19 de octubre de 1938) fue un príncipe de la Casa Real de Karađorđević, hermano menor del rey Pedro I de Serbia y oficial del ejército ruso.

## Biografía
Nació en Timișoara, Rumania, un año después de que su padre, Alejandro Karađorđević, fuera derrocado del trono de Serbia
El 1 de mayo de 1892 el príncipe Arsenio contrajo matrimonio en San Petersburgo con la princesa Aurora Pavlovna Demidova, hija de Pavel Pavlovich Demidov, II Príncipe de San Donato, y de su segunda esposa, la princesa Elena Petrovna Troubetzkaya. La pareja tuvo un único hijo:
- Príncipe Pablo Karađorđević (1893-1976), quién actuó como regente de Yugoslavia entre 1934 y 1941. Contrajo matrimonio en 1923 con la princesa Olga de Grecia y tuvo descendencia (los príncipes Alexander, Nikola y Elizabeth).

La pareja se divorció en 1896 y Aurora Pavlovna Demidova contrajo segundas nupcias en 4 de noviembre de 1897 en Génova, Italia con el conde palatino Nicola Giovanni Maria di Noghera, con quien tuvo una hija, Helena Aurora di Noghera (22 de mayo de 1898-12 de octubre de 1967). La princesa Aurora falleció en Turín el 28 de junio de 1904.
El príncipe Arsenio falleció a los 79 años de edad en París, Francia, el 19 de octubre de 1938.